# 灵光寺 (梅州)
梅州灵光寺位于广东省梅州市梅县雁洋镇阴那村阴那山五指峰，原名圣寿寺，为省级文物保护单位、国家4A级景区，是广东四大名寺之一。寺大门前挺立两棵古柏，一生一死，名生死树。文化大革命期间，灵光寺遭到严重破坏，改革开放后，1978年7月18日公布为广东省文物保护单位。

## 历史
寺始建于唐朝咸通二年（公元861年），为高僧潘了拳创建，原名圣寿寺，明朝洪武十八年（1385年），广东监察御史梅鼎捐钱扩建，易名“灵光寺”，并亲书“灵光寺”三字嵌刻在山门殿的门额上。
明朝某年曾发生多起崇祯太子案，灵光寺曾隐藏崇祯帝的真正太子朱慈烺，慈烺太子在灵光寺出家，法号奯山和尚，死后寺中曾长期供有他的神位，称为“稗子菩萨”音“太子菩萨”。

## 布局
灵光寺坐东向西，占地面积4290平方米，建筑面积4629平方米。寺庙由佛殿、天王殿（山门殿）、罗汉殿、诸天殿、钟楼、鼓楼、经堂、斋堂、大悲阁、太史馆、半日闲等组成。寺门前有唐高僧潘了拳手植的两株千年古柏，一枯一荣，俗称“生死树”，枯者已300余年。